# 瑞鳳號航空母艦
瑞鳳（ずいほう）是大日本帝國海軍的航空母艦。瑞鳳號前為祥鳳級航空母艦2號艦、後為瑞鳳級航空母艦1號艦(日本帝國海軍1943年9月25日更改艦級分類起)。該艦最初是作為補給艦而設計，前身艦名為高崎，後來在華盛頓海軍條約期限過後改裝為航空母艦。

## 概述
日本海軍因規避倫敦海軍條約中對航空母艦的限制，為了要能在戰時迅速改造成航空母艦的計畫而設計而成的瑞鳳的前身「高崎（たかさき）」是以燃料補給艦為前提設計的。
由於建造時退出軍縮條約，將航空母艦改造計畫變更成改造容易的潛水母艦計畫，其後又再次將潛水母艦改造計畫變更成航空母艦改造計畫，艦名也改為「瑞鳳」。
1940年12月27日，航空母艦「瑞鳳」竣工。

## 沿革
- 1935年（昭和10年）6月20日 - 高速燃料補給艦「高崎」於橫須賀海軍工廠動工
- 1936年（昭和11年）6月19日 - 下水
- 1938年（昭和13年）9月15日 - 於建造中變更為潛水母艦
- 1940年（昭和15年）1月 - 再次變更為航空母艦
  - 12月15日 - 改名為「瑞鳳」
  - 12月27日 - 竣工
- 1941年（昭和16年）4月10日 - 編入第一艦隊第三航空戰隊
- 1942年（昭和17年）2月17日 - 由橫須賀港出發運送戰機前往菲律賓
  - 與第一艦隊同行
  - 5月29日 - 由柱島港灣出擊參與中途島海戰，而後參與阿留申群島攻略作戰
  - 6月20日 - 編入第一艦隊第五航空戰隊
  - 7月14日 - 編入第三艦隊第五航空戰隊
  - 10月26日 - 於聖克魯斯群島戰役中受损進入佐世保海軍工廠維修
- 1943年（昭和18年）2月 - 支援瓜島撤退作戰
  - 4月 - 航空隊參與伊號作戰
  - 11月 - 至隔年1月為止從事橫須賀與特鲁克环礁之間的運輸任務。航空隊參與ろ號作戰
- 1944年（昭和19年）1月 - 從事運輸任務
  - 2月1日 - 編入第三艦隊第三航空戰隊，裝備對空雷達
  - 6月19日 - 不經過林加群島直接進入菲律賓塔威塔威省參與菲律賓海海戰，在沒有損害的狀態下退回瀨戶內海
  - 7月29日 - 參與硫黃島増援船隊護衛（日语：スカベンジャー作戦）
  - 8月3日 - 退回瀨戶內海
  - 10月25日 - 作為小澤部隊（第三艦隊）參與恩加尼奧角海戰，8點30分呂宋島東方海上往南行進中遭受到美軍150架戰機攻擊，被兩發炸彈命中導致操舵裝置故障、停機庫起火。10點過後遭受第二波攻擊，右舷傾斜。下午1點遭受第三波攻擊被一發魚雷擊中導致右舷傾斜程度加劇，且因爆炸破片導致多處進水。下午2點過後船艙因進水導致無法航行，且右舷艦橋下方被一發魚雷擊中。因船身斷裂導致船艙大量進水。收回軍艦旗後全船員撤離。下午3點27分沉沒。
  - 12月20日 - 除籍

## 同型艦
- 祥鳳

## 歷代艦長
高崎艤装員長
1. 水崎正次郎 大佐：1936年6月19日 - 1936年10月7日
2. （兼）大塚幹 大佐：1936年10月7日 - 1936年12月1日（本職：剣埼艤装員長）
3. 柿本権一郎 大佐：1936年12月1日 - 1937年12月1日
4. （兼）橋本愛次 大佐：1937年12月1日 - 1938年9月20日 （本職：剣埼艤装員長）
5. （兼）橋本愛次 大佐：1938年9月20日 - 1938年11月20日 （本職：剣埼艦長）
6. （兼）橋本愛次 大佐：1938年11月20日 - 1938年12月15日 （本職：五十鈴艦長）
7. 中里隆治 大佐：1938年12月15日 - 1939年8月1日

- - 而後至1940年4月24日止沒有人就任艤裝員長。

1. 江口松郎 大佐：1940年4月24日 - 1940年10月15日
2. 野元為輝 大佐：1940年10月15日 - 1940年11月5日

瑞鳳艦長
1. 野元為輝 大佐：1940年11月5日 - 瑞鳳艦長 1940年12月15日 - 1941年9月20日
2. 大林末雄 大佐：1941年9月20日 - 1942年12月5日
3. 山口文次郎 大佐：1942年12月5日 - 1943年7月5日
4. 服部勝二 大佐：1943年7月5日 - 1944年2月15日
5. 杉浦矩郎 大佐：1944年2月15日 - 1944年11月10日